# 루도비쿠스 2세 발부스
루도비쿠스 2세 발부스(Ludovicus II Balbus, Louis the Stammerer: 846년 11월 1일 – 879년 4월 9일/4월 11일)는 서프랑크와 아키텐, 프로방스, 부르군트의 군주였다. "발부스"란 "말더듬이"라는 뜻이다. 카롤루스 2세 칼부스와 오를레앙의 이르멘트루드의 아들로, 856년 네우스트리아의 왕에 봉해졌고, 866년 아키텐의 왕으로 임명된 동생 카롤루스 파르불루스가 후계자 없이 죽자 아버지 카롤루스 2세에 의해서 아키텐의 국왕에 봉해졌다. 프로방스와 부르군트의 군주로는 루도비쿠스 3세이다.
877년 10월 아버지 카롤루스 2세가 알프스산맥을 넘다가 사망하자 랭스 대주교 힝크마르에 의해 콩피에뉴에서 즉위하였다. 그는 아버지에 뒤를 이어 서프랑크의 왕이 되었지만 알프스산맥을 넘기를 주저하였다.그해 교황으로부터 로마 황제의 제관직을 제의받았으나 이탈리아는 사촌형인 카를만이 차지하였으므로 황제는 되지 못했다. 일부 학자들은 그를 명목상의 신성로마제국 황제로 간주하나 이는 소수의 의견이다. 즉위 후 궁정의 관료들을 교체하려 하였으나 귀족들의 반발로 실패했다. 878년 털보 윌프레드를 바르셀로나와 제로나, 베살루의 영주로 임명하였다. 그는 곧 병이 들었고, 879년 왕이 된 지 2년 만에 사망하였다.
그의 정치적인 영향력은 적었으며, 종종 단순하고 달콤한 남자, 평화, 정의, 종교의 애호가로도 묘사되었다. 그의 갑작스러운 죽음으로 왕국은 혼란에 빠져 귀족들이 반란을 일으키기도 했다. 그의 두 어린 아들 루도비쿠스 3세와 카를로마누스 2세가 공동으로 즉위하였다. 그러나 프로방스와 부르군트에서는 그의 아들들 대신 유력 귀족인 보소 5세를 왕으로 선출한다.

## 생애

### 생애 초반

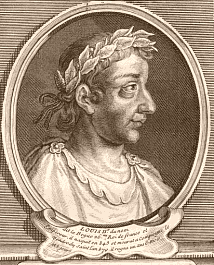
루이 2세

846년 11월 1일 브란덴부르크 변경백령의 프랑크푸르트(Frankfort)에서 대머리왕 카를 2세와 그의 왕비인 오를레앙 백작인 오도 1세의 딸 이르멘트루드(Ermentrude)의 셋째 또는 넷째 아들로 태어났다. 그러나 형제들은 요절하여 사실상의 장남이 되었다. 또한 그의 동생들인 유아왕 샤를, 무위자 로테르 등도 모두 일찍 죽어 그는 후일 아버지 대머리 카를의 유일한 후계자가 된다. 루이는 어려서부터 말을 더듬었는데, 말을 더듬었다 하여 말더듬이(the Stammerer) 라는 별명이 붙기도 했다.
가톨릭 성직자로 내정되었던 병약했던 형 카를로만을 대신하여 왕세자가 되었고, 856년 부왕 대머리왕 카를 2세에 의해 네우스트리아의 분국왕에 임명되었다. 862년 형 카를로만이 완쾌되자 다시 수도원에 보내지면서, 루이가 대신 모우(Meaux)의 백작의 백작에 임명되었다. 하지만 그의 형 카를로만은 자신의 몫으로 영지가 분배되지 않은 것에 반발하여, 수시로 반란을 일으키다가 진압되곤 했다. 한편 그의 동생인 로타르 역시 일찍 요절하고 만다.
856년 2월 10일 루비에(Louviers)에서 부왕 대머리왕 카를 2세와 브르타뉴의 백작 에리스포에(Erispoe) 사이에 평화협정이 체결되면서 말더듬이 루이는 브르타뉴의 백작 에리스포에의 딸과 약혼하였다. 에리스포에의 딸들 중 한명은 구리반트(Gurivant)와 결혼한다. 그러나 이듬해 11월 15일 에리스포에 일가가 브르타뉴를 기습공격한 바이킹 족에게 살해되면서 약혼은 깨졌다.
루이 2세가 856년 2월 당시에 네우스트리아의 분봉왕에 임명되었는지는 확실하지 않다. 그해에 그는 부왕 대머리 카를 2세로부터 네우스트리아의 분봉왕에 임명되었다.

### 결혼과 아키텐,네우스트리아 분봉왕

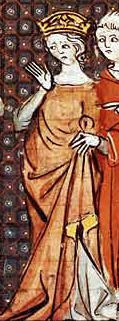
파리의 아델하이트
(14세기 작)

856년 부왕 대머리왕 카를 2세는 로베르 르 포르에게 하사한 영지 중 메인 공국을 루이 2세에게 넘겼다. 대머리 카를은 브르타뉴의 부족공작 에리스포에(Erispoe)와 평화 협정을 체결하고, 에리스포에의 이름이 전하지 않는 딸과 말더듬이 루이의 약혼을 체결했다. 그러나 이 약혼은 857년 11월 에리스포에가 갑자기 암살당하면서 취소되었다. 그러나 로베르 르 포르를 따르던 메인의 귀족들은 반항적이었고, 858년 반란을 일으켜 말더듬이 루이를 메인에서 추방하였다. 그는 아버지 대머리왕 카를 2세가 있는 곳으로 되돌아왔다. 860년 아버지 대머리 카를은 그에게 투르의 성 마르틴 평신도 수도원(Abbey of Saint-Martin of Tours)을 하사하였다. 평신도 수도원은 수입이 되었는데, 세속의 영주로서 평신도 수도원을 소유함으로서 헌금 등으로 수입 문제를 해결하였다.
861년 아버지 대머리 카를은 노르만으로부터 나라를 보호하기 위한다는 명분으로 그를 다시 메인으로 보냈다. 메인 공국은 형식적으로는 서프랑크 영국의 속령이었지만 서프랑크 왕국의 영향을 받지 않는 독자적인 영지가 되어 있었다. 대머리 카를은 협상을 통해 루이와 메인의 실력자인 로베르 르 포르를 일단 화해시켰다.
862년 모우의 백작의 백작에 임명되었다. 모우 백작직은 877년 그가 서프랑크의 국왕이 되었을 때 파리주교 아스카리우스의 동생 테오데베르트에게 양도하였다. 후에 모우의 백작직은 그의 먼 친척인 헤르베르티언 왕가의 베르망두아 백작 헤르베르트 1세에게 넘어간다. 862년 그는 성 마르틴 수도원을 정치적 이유로 다른 귀족에게 넘겼다. 그 해에 말더듬이 루이는 부왕을 거역하고 영지를 떠나 브르타뉴의 살로몬에게 가서 의탁, 살로몬의 브르타뉴 공작령의 군대와 함께 앙주 지역을 탈취하고 로베르 르 포르의 영지를 약탈했다. 그러나 곧 말더듬이 루이와 브르타뉴공작령의 군대는 로베르 르 포르에 의해 역공격을 당하고 크게 패배했다. 같은 해 말더듬이 루이는 아버지 대머리왕 카를 2세에게 돌아와 복종하고 충성을 맹세했다.
루이 2세는 862년 3월 아버지 카를 2세에 의해 아르두인 드 부르고뉴의 딸 부르고뉴의 안스가르데(Ansgarde of Burgundy)와 결혼하였다.
루이는 865년 무렵부터 파리 백작 베고 2세(Bego II)와 경건왕 루트비히의 딸인 프랑크의 알파이드(Alpaide de Franks)의 딸 파리의 아델하이트(875 - 914)와 동거하기 시작하였다. 경건왕 루트비히의 서녀였던 아델하이트의 어머니 알파이드는 루이 2세에게는 배다른 고모가 되며, 파리의 아델하이트는 말더듬이 루이(루트비히)에게는 사촌 누이가 된다. 그러나 파리의 아델하이트는 지체가 낮다는 이유로 아버지 대머리 카를 2세는 아델하이트를 인정하지 않았다. 그러나 루이는 부왕 대머리 카를의 눈을 피해 비밀리에 파리의 아델하이트를 보호하였다.
865년 부왕 대머리 카를은 다시 말더듬이 루이와 로베르 르 포르의 사이를 중재했다. 이때 로베르 르 포르는 앙게르(Angers, 앙주)를 포기하는 대신 대머리 카를로부터 부르군트의 영지를 받았다. 866년 로베르 르 포르가 바이킹과의 전투에서 전사하자 대머리 카를은 루이에게 앙주 백작직과 부르군트의 영지를 부여하였고, 곧 대머리 카를은 아들 루이를 앙주로 데려갔다.
866년 형 샤를 3세가 모의훈련 도중 사고를 당하고, 사고 후유증으로 후사 없이 사망하자 부왕 대머리왕 카를에 의해 아키텐의 왕으로 임명되었다. 867년 3월 아키텐의 왕으로 즉위하였다. 875년 아버지 카를 2세가 신성 로마 황제가 되어 교황 요한네스 8세를 위해 서프랑크와 이탈리아를 오가는 동안 2년간 섭정을 맡았으며, 중간 중간 아버지 카를이 바이킹을 정벌하러 갔을 때도 섭정으로써 정무를 관장하였다. 876년 동프랑크 왕국으로 망명했던 형 카를로만이 죽고, 877년 10월 6일 부왕 대머리 카를이 알프스산맥을 넘다가 갑자기 사망하면서 루이를 후계자로 지명한다는 유서를 보냈다. 곧 루이는 랭스 대주교 힝크마르의 주도로 서프랑크의 귀족들에 의해 국왕으로 선출, 877년 12월 랭스 대성당에서 국왕으로 즉위하였다.
아버지 대머리 카를의 반대를 무릎쓰고 결혼한 첫 부인 부르고뉴의 안스가르데 사이에서 루이 3세와 샤를로망 2세 그리고 두 딸들을 두었다. 이후 교황의 설득으로 이혼을 한 그는 대머리 카를에 의해 파리의 아델라이드와 재혼하였다.

### 즉위 과정

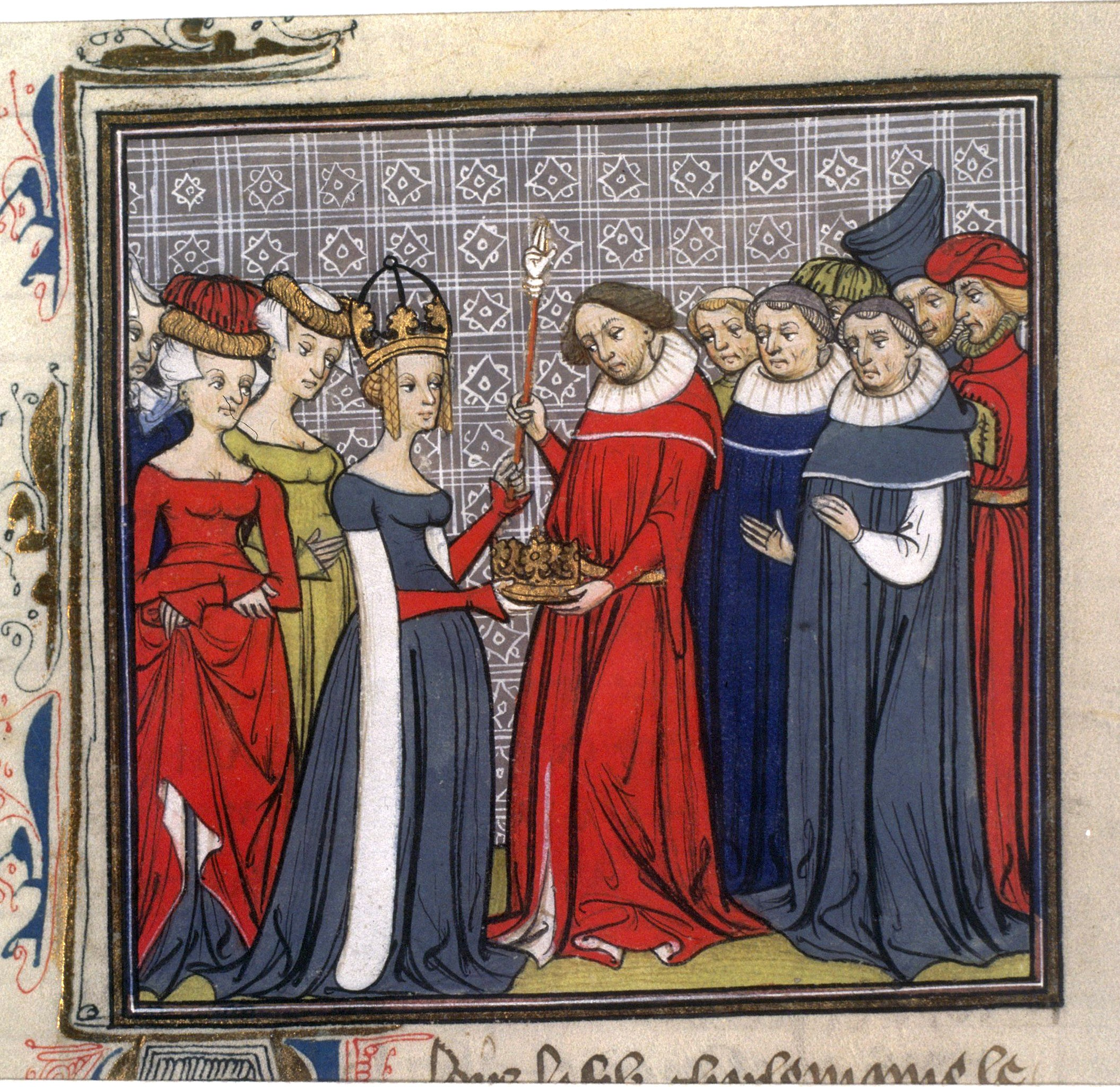
루이 2세가 계모 리첼다로부터 왕관을 넘겨받는 과정을 묘사한 그림
(14세기 작품)

875년 아버지 대머리 카를가 알프스산맥을 넘어 이탈리아로 가서 황제관을 받고 로마에 한동안 체류하며 교황 요한네스 8세를 지키게 되자 그는 877년 초까지 부왕을 대신하여 섭정으로 왕국을 통치하게 되었다.
877년 10월 6일 아버지 대머리 카를이 브리데레뱅에서 갑자기 사망했다. 아버지 대머리 카를의 사후 서프랑크 왕국은 귀족들이 득세하였다. 루이의 지위는 상당히 불안정했고, 그는 여러 영주, 제후들 및 아버지의 계비 오툉의 리첼다의 견제를 받았다. 루이는 귀족들에게 많은 재산과 선물을 공약했고, 마지막으로 오툉의 리첼다 황후에게 왕위 계승을 지지해줄 것을 호소하여 동의를 얻었다. 그와 함께 루이는 상당수의 지지자들을 포섭하였다.
그러나 그의 즉위를 놓고 일부 제후들, 귀족들은 이의를 제기했고, 계모 리첼다 역시 이의를 제기하였다.
877년 12월 8일 그는 꽁피에뉴의 성 코르네유 드 꽁피에뉴 성당의 팔라티노 예배당에서 랭스의 대주교 힝크마르(Hincmar)에 의해 기름부음을 받았다. 그러나 즉위 초의 그의 지위는 상당히 취약하였다. 그러나 각지의 귀족들과 영주, 백작들은 자신들의 독립적인 지위를 인정할 것을 요구했다. 루이 2세는 이들 귀족들의 자치권을 인정한다는 조건을 승인하고 나서야 무난히 즉위할 수 있었다.

### 짧은 재임

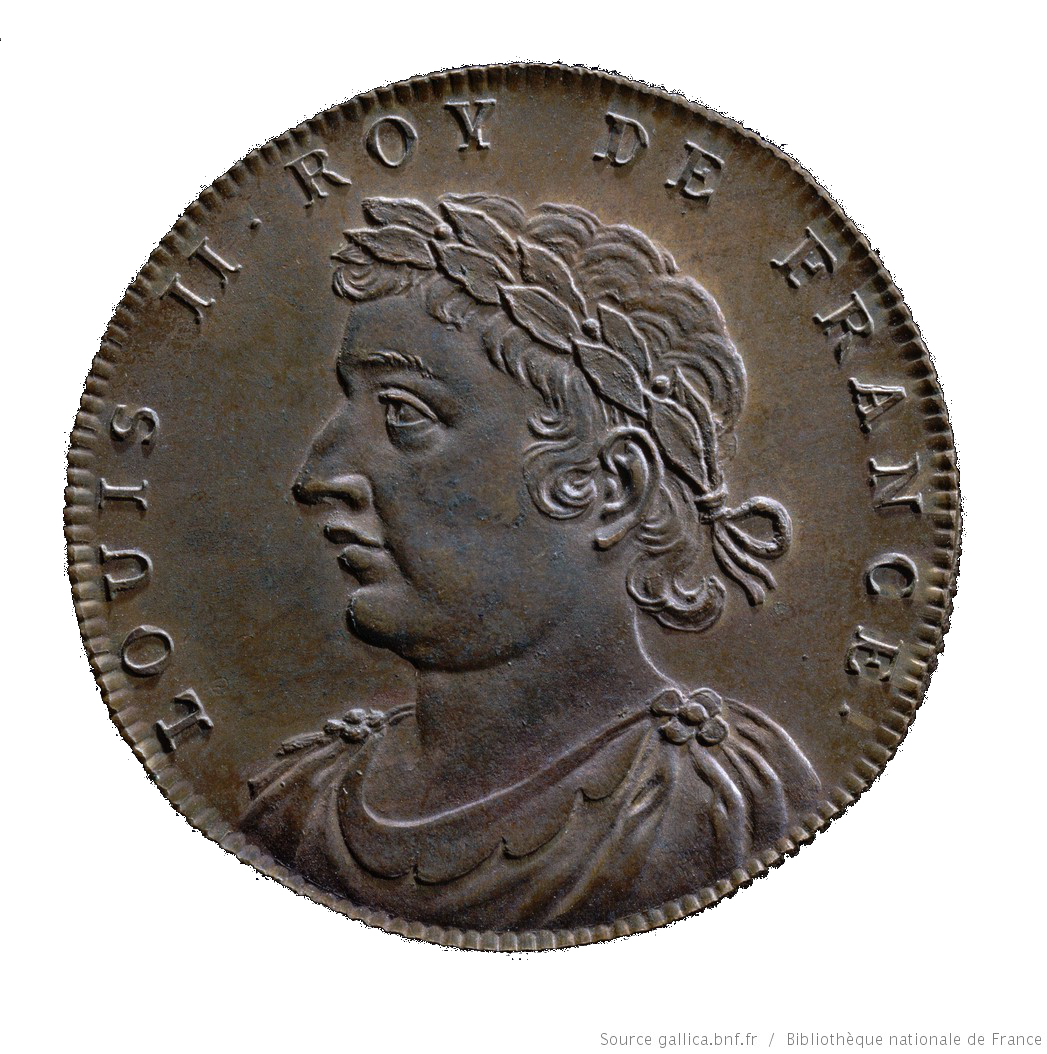
[루이 2세 시대의 서프랑크의 데나리온 동전

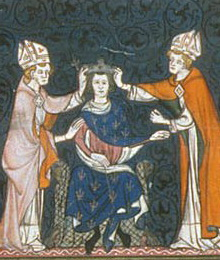
루이 2세의 대관식, 14세기 작품

877년 12월 파리에서 열린 귀족 회의에 의해 서프랑크 왕에 선출, 랭스의 주교로부터 축성을 받고 즉위하였다. 그러나 공공장소에서 말을 더듬자 이내 그의 권위는 실추되었다. 878년 9월 7일에는 교황 요한네스 8세(Pope John VIII)의 주도로 트로이에서 열린 두 번째 대관식에서 다시 왕관을 받았다. 하지만 귀족의 힘에 의해 지배되는 힘없는 왕으로 남아있을 뿐이었다. 878년 트루아에서 교황이 소집한 종교 회의에서 교황은 루이에게 자신을 지켜줄 것을 요구했지만 루이는 거절했다. 교황은 그에게 이탈리아로 오면 황제위를 주겠다고 설득하였으나 그는 이탈리아로 가기를 주저하였다. 결국 이탈리아는 사촌형인 카를만이 차지하였으므로 황제는 되지 못했다.
한편 국내에서는 루이 2세의 외삼촌이자 네우스트리아 후작 위그가 귀족, 영주들의 대표 자격으로 루이 2세에게 압력을 행사했다. 루이 2세는 내각의 각료들, 서프랑크 왕국 내의 여러 대주교, 주교 등을 해임하고 개각을 단행하려 했지만 귀족들의 강력 반대로 철회해야 했다. 이들 귀족들은 루이 2세가 자신들의 권리와 지위를 지켜주는 조건으로 왕으로 받들었기 때문이었다. 네우스트리아 후작 위그는 879년 4월 초에 사망하는데 이때 귀족들은 자신들의 이해관계를 대변할 지도자를 찾지 못해 우왕좌왕했다. 루이는 그의 외삼촌 위그가 죽은 지 얼마 되지 않아 죽게 된다.
878년 2월 루이 2세는 왕비 안스가르드가 있는 상태에서, 파리의 아델하이트와 결혼식을 하였다. 안스가르드와는 866년 이후 사실상 별거 상태였다.
878년 11월 1일 동프랑크 왕이었던 동프랑크의 루이 3세와 로타링기아(로렌) 근처 포에른(Fouron)에서 만나, 로트링겐의 분할을 유지하는 데 동의했는데, 이것은 그들의 아버지인 카를 2세 대머리왕과 루트비히 게르만인이 870년 메르센에서 로렌을 분할한 조약을 재확인하는 것이었다. 이어 리에 주의 푀른에서 조약을 체결하였다.
그는 세 번 결혼했는데 첫 번째 부인인 부르고뉴의 앙스가르데와의 사이에서 루이와 샤를로망을 낳았다. 이 두 아들은 나중에 서 프랑크 왕국의 왕이 된다. 두 번째 부인은 자식이 없었고 마지막 부인인 파리의 아델라이데와의 사이에서 유복자인 샤를을 낳았다. 샤를은 나중에 두 형이 모두 죽고 한참 후에 왕위에 오른다.
877년 랭스의 대주교에게 대관식을 받았는데도 이듬해 9월 7일 트루아에서 종교 회의를 주재하던 교황 요한 8세에게 다시 한번 대관식을 받고 황제의 지위가 부여되었다. 그러나 루이는 제관을 거절했다. 루이는 건강이 좋지 않았고 아버지보다 겨우 2년을 더 살았으므로 정치적으로 큰 영향력이 없었다. 오히려 그가 일찍 사망하면서 귀족들이 그의 두 아들 중 누구를 국왕으로 선출하느냐를 놓고 논쟁을 벌이다가 국왕을 선출하는 방법이 정착되었다. 이로서 국왕 및 차기 왕위 계승자는 국왕을 선출하는 귀족, 제후들의 영향을 받게 되었다. 후일 그의 유복자 아들 샤를은 주교들의 지지로 왕위에 올랐다가, 귀족들에 의해 폐위당하게 된다.

### 최후

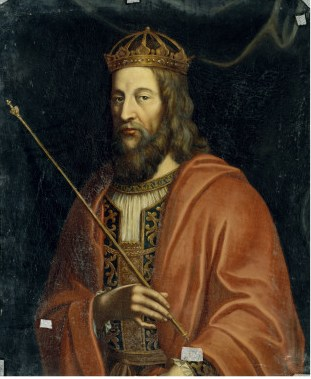

평소 건강이 좋지 않았던 그는 형제들의 이른 죽음으로 왕위를 계승할 수 있었다. 또한 발음이 다소 정확하지 않아 귀족들로부터 말더듬이라는 별명을 얻었다.
루이 2세는 즉위 직후부터 서프랑크 왕국 내 귀족들의 발호를 두려워하여 수상과 궁정 행정관들을 비롯하여 각료들을 해임, 교체하려 했으나 서프랑크의 실력자들의 반대에 부딪쳐 뜻을 이루지 못했다. 자신의 권력을 아버지에게서 계승했다고 보던 루이 2세와 달리 이들은 루이 2세가 자신들의 재산과 권리를 존중해주는 대가로 그를 국왕으로 인정하고 있었기 때문이었다. 루이 2세는 체력적으로도 상당히 병약하였고, 결국 왕실에서 행사할 수 있는 권한은 거의 없다시피 했다. 878년 왈프레드 2세 수염공에게 바르셀로나 백작직과 제로나, 베살로 백작직을 수여했다.
루이는 건강이 좋지 않았다. 879년 초, 쿠데타를 일으킨 이복 여동생인 로틸드의 남편 아키텐의 지게베르트를 체포하여 영국으로 추방했다. 루이는 로틸드를 메인의 귀족 부기스(Bourges)의 후작 위그(892년 사망)에게 시집보냈다. 부기스가 죽은 뒤 로틸드는 다시 부기스의 친조카인 메인백작 로저(900년 사망)와 재혼하였다. 말더듬이 루이는 죽기 직전 그는 유럽을 침입해 내려오는 바이킹족에 대한 원정에 나섰는데 얼마 되지 않아 병이 났고, 879년 4월 초 그는 오툉과 마콘의 백작 베르나르 플랑타뷜리(Bernard Plantevelue)가 반기를 들자 베르나르 플랑타뷜리를 토벌할 군사를 준비하는 것이 그의 마지막 공식 행사가 되었다. 그는 아키텐 백작 지게베르트의 반란에 동조한 셉티마니아 공작 베른하르트를 응징하려고 했지만 병으로 실패하였다. 루이 2세는 죽기 전, 왕국의 분열을 염려해 베른하르트 드 오베르뉴와 위그 드 아블, 보소 5세 등에게 아들 루이 3세를 유일한 후계자로 지정하고 후일을 부탁하였다. 위드 드 아블은 구엘프 1세의 손자이자 파리 백작이자 아르겐가우후작 콘라트 1세의 아들로 카를 2세의 외사촌 동생이었으며, 프로방스의 보소 5세는 대머리 카를 2세의 후처 리첼다의 친정 남동생이었다.
그러나 루이 2세의 유지는 지켜지지 않았고, 귀족들은 그의 두 아들 루이 2세와 샤를로망 3세를 지지하는 지지파가 나뉘게 된다. 결국 공동통치로 가닥이 잡히고, 두 아들에게 왕국은 분할되었다. 879년 4월 11일 또는 4월 10일 루이 2세는 우아즈의 꽁피에뉴에서 갑자기 죽었다. 혹은 4월 9일에 사망했다는 설도 있다. 그의 사후 왕국은 두 아들 루이와 샤를로망에게 분할되었다. 그는 유순하고 단순하며 평화적, 종교적인 인물이라는 평을 얻었다.

### 사후
그의 사후 부르고뉴의 앙스가르데에게서 얻은 두 아들 루이 3세를 지지하는 파와 샤를로망을 지지하는 파가 있어 이례적으로 두 명의 공동국왕이 탄생했다. 다만 루이 3세는 네우스트리아와 노르망디를, 샤를로망은 부르고뉴와 셉티마니아, 아키텐을 차지했다. 아버지 대머리 카를은 아키텐의 피핀 2세를 상대로 아키텐을 차지하기 위해 싸웠다. 이후 루이의 형 샤를 유아왕을 거쳐 루이에 이르기까지 아키텐은 서프랑크의 영향력 하에 있게 된다. 그러나 그의 재위기간 중 노르만 및 무슬림의 잦은 침입으로 카롤링거 왕조는 아키텐에 대한 통치력을 상실하게 된다.
프로방스와 부르군트에서는 귀족들이 루이 3세나 샤를로망 3세 대신 프로방스와 부르군트의 유력 귀족인 보소 5세를 왕으로 선출한다.
세 번째 부인인 파리백작의 딸 아델라이데에게서 얻은 유복자 아들 서프랑크의 샤를 3세 역시 훗날 서프랑크의 왕이 되었다.
시신은 꽁피에뉴의 성 코르넬리 수도원(Saint-Corneille Abbey)에 안치되었다.

## 가계

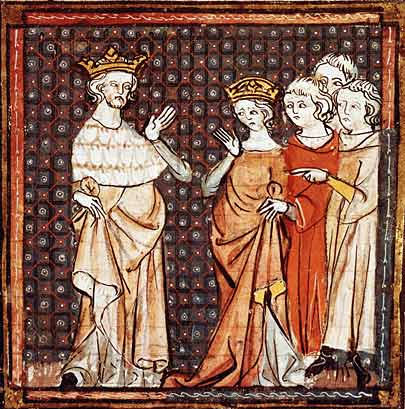
루이 2세와 파리의 아델하이트, 14세기 작

- 부왕 : 카를 2세(823 - 877)
- 모후 : 오를레앙의 이르멘트루드
  - 형 : 서프랑크의 카를로만
  - 동생 또는 형 : 아키텐의 샤를 3세
  - 동생 : 로타르 무위자(848 - 866)
- 계모 : 프로방스의 리첼다, 프로방스의 보소의 누이
  - 이복 여동생 : 로틸드
  - 이복 매제 : 지게베르트, 우르수스의 공작
- 왕비 : 부르고뉴의 앙스가르데(? - 880년/882년 11월 2일)
  - 아들 : 루이 3세
  - 딸 : 기셀라(Gisela, ? - 884년 10월(?))
  - 사위 : 로베르 화살통주인공(Robert the Porte-carquois), 트루아 백작
  - 아들 : 샤를로망 3세
    - 손자 : 샤를
      - 증손자 : 샤를, 남계 단절

  - 딸 : 힐데가르트(Hildegarde)
  - 딸 : 이르멘가르트(Ermengarde)
  - 딸 : 이르멘트루드(Ermentrude, 875년/878년 - ?), 그의 할머니이자 루이 2세의 어머니 오를레앙의 이르멘트루드의 이름을 따서 지었다 한다.
  - 사위 : 이름 미상
    - 외손녀 : 쿠니군데(Cunigunda, 893년경 - 923년 이후)
- 왕비 : 이름 미상
- 왕비 : 파리의 아델라이데(Adelhaide of Paris, 850년/853년 - 901년 11월 10일)
  - 아들 : 샤를 생쁠 - 유복자 아들, 후일의 샤를 3세
  - 며느리 : 에드지푸, 앵글로색슨의 왕 에드워드의 딸
    - 손자 : 루이 4세
- 외조부 : 외드 드 오를레앙(Eudes de Orléans, 834년 사망)
- 외조모 : 엥겔트루드 드 프젠사크(Engeltrude de Fezensac)
  - 외삼촌 : 위그, 네우스트리아 후작

## 기타

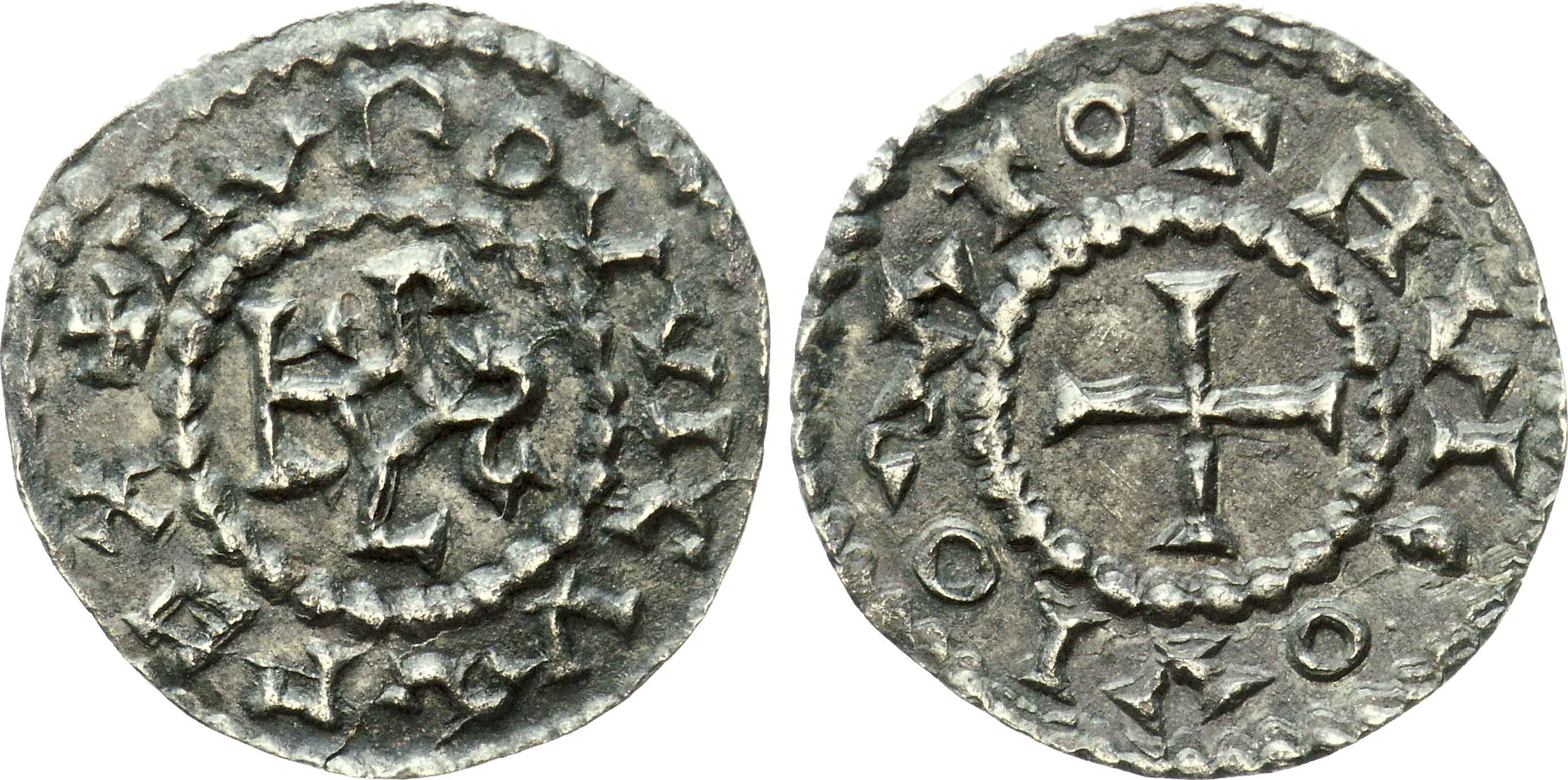
루이 2세 시대의 데나리온 동전

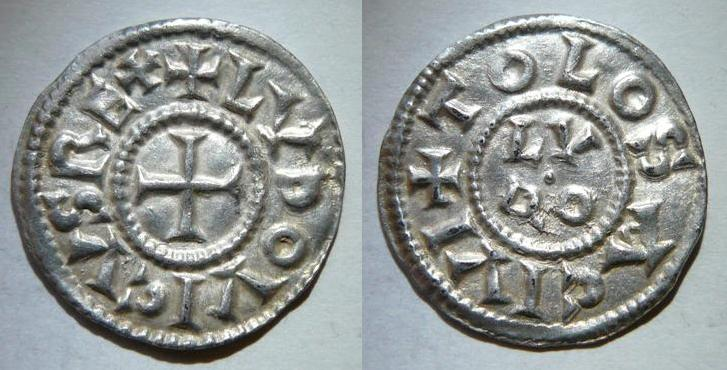
루이 2세 시대의 데나리온 동전
(LVDOVICVS REX라고 새겨져 있다. 툴루즈에서 출토된 것)

그가 사망할 당시 두 아들 루이 3세와 샤를로망은 미성년자였으므로 왕국은 내분에 휩싸였고, 각지에서 귀족들의 반발과 반란이 발생했다. 부왕인 카를 2세의 후처였던 리첼다의 친정 오라비이자 비엔나와 프로방스의 백작인 보소는 루이 3세와 샤를로망 3세의 후견인이 되었다가 프로방스와 부르군드 귀족들의 추대로 881년 스스로 프로방스의 왕과 부르군드의 왕이 되었고, 배다른 여동생 로틸드의 남편인 아키텐 출신 지게베르트는 879년 스스로 국왕임을 선포하고 반기를 들었다가 진압당하고 브리타니아로 축출당하였다.
그의 아버지 대머리 카를이 이탈리아와 프로방스, 부르군트를 차지함으로써 프로방스와 부르군트에는 두 명의 루이 2세(또는 루트비히 2세)가 존재하게 되었다. 아버지 대머리 카를의 사후 이탈리아는 본래 이탈리아인 루트비히에 의해 후계자로 지목된 사촌 카를만에게 넘어갔지만 프로방스와 부르군트는 말더듬이 루이가 계속 차지할 수 있었다.

## 같이 보기
- 루이 3세
- 샤를로망
- 아키텐
- 보소
- 지게베르트
- 리첼다